# Mark Nauseef
Mark Nauseef (* 11. Juni 1953 in Cortland, New York) ist ein US-amerikanischer Jazz-Perkussionist.

## Biografie
Nauseef studierte Gamelanmusik auf Java  bei K. R. T. Wasitodiningrat und auf Bali bei I Nyoman Wenten, indisches Schlagzeug bei Pandit Taranath Rao, ghanaisches Schlagzeug und Tanz bei Kobla und Alfred Ladzekpo, Beatrice Lawluvi und Cornelius Kweku Ganyo und von 1985 bis 1987 zeitgenössische westliche Perkussionstechnik am California Institute of the Arts bei John Bergamo und Glen Velez. Er war auch Schüler von Steve Reich und Trilok Gurtu.
Nauseef wirkte als Schlagzeuger verschiedener Rockbands wie Elf, The Velvet Underground, Jack Bruce, der Ian Gillan Band, Jon Lord, Thin Lizzy und G-Force. 1987 arbeitete er mit dem Komponisten Lou Harrison zusammen. Nauseef siedelte nach Deutschland über und lebt in Hamburg. Hier arbeitete er mit den Jazzmusikern Joachim Kühn, David Torn, Markus Stockhausen,  Rabih Abou-Khalil und dem Produzenten/Engineer Walter Quintus.
Im Laufe der Zeit trat er mit so verschiedenen Musikern wie Steve Swallow, L. Shankar, Hamza El Din, Gary Moore, Kyai Kunbul, Andy Summers, Jon Lord, Ian Gillan, Tony Oxley, Tomasz Stańko, Kenny Wheeler, Edward Vesala, Thelma Houston, Charlie Mariano, Phil Lynott und George Lewis auf.
Ferner wirkte er, neben Walter Quintus, als Coproduzent einer Plattenreihe mit traditioneller balinesischer und javanischer Musik.

## Diskografie (Auswahl)
- The Velvet Underground: Final V.U. 1971–1973, 2001 (Album 3)
- Jon Lord: Sarabande, mit The Hungarian Philharmonic, Andy Summers, Paul Karass, Pete York, Eberhard Schoener, LP 1976, CD 1999
- Ian Gillan: Child in Time, mit John Gustafson,  Ray Fenwick und Roger Glover, 1976
- Eddie Hardin: Wizard's Convention, 1976
- Ian Gillan Band: Clear Air Turbulence, 1977
- Ian Gillan Band: Scarabus, 1977
- Ian Gillan Band: Live at the Budokan, Tokyo Japan, mit Colin Towns 1978
- The Boys Are Back in Town, 1978 Live in Sydney mit Thin Lizzy
- G-Force, 1980, mit Gary Moore, Tony Newton, Willie Dee und Joachim Kühn
- Philip Lynott: Solo in Soho, 1980 mit Gary Moore, Mark Knopfler, unter anderem
- Philip Lynott: The Philip Lynott Album, 1982 mit Mark Knopfler, Mel Collins, Pierre Moerlen, Gary Moore, unter anderem
- Joachim Kühn Nightline New York, mit Michael Brecker, Billy Hart, Bob Mintzer, Eddie Gomez, 1981
- Information, 1981, mit Joachim Kühn und George Kochbeck
- Personal Note, 1982, mit Phil Lynott, Joachim Kühn, Trilok Gurtu, Jan Akkerman, Detlev Beier und George Kochbeck
- Sura, 1983, mit Joachim Kühn, Markus Stockhausen, Detlev Beier, Trilok Gurtu und David Torn
- Joachim Kühn I’m Not Dreaming, 1983, mit Ottomar Borwitzky, Rolf Kühn, Herbert Försch, George Lewis
- Wun Wun, 1985, mit Jack Bruce, Trilok Gurtu und Walter Quintus
- Dark, 1986, mit Catherine Guard, Leonice Shinneman und Mark London Sims
- Dark: Tamna Voda, 1989, mit L. Shankar, Miroslav Tadić und David Torn
- Jack Bruce: A Question of Time mit Allan Holdsworth, Tony Williams, Ginger Baker, Albert Collins, Nicky Hopkins, Zakir Hussain, 1989
- Jack Bruce: Somethin Els mit Dave Liebman, Eric Clapton, Trilok Gurtu, Clem Clempson, unter anderem, 1993
- The Jack Bruce Collector's Edition mit Gary Moore, Ginger Baker, Eric Clapton, unter anderem, 1996
- Bracha, 1989, mit Miroslav Tadić, David Philipson und John Bergamo
- Let’s Be Generous, 1991, mit Miroslav Tadić, Joachim Kühn und Tony Newton
- Keys to Talk by, mit Dušan Bogdanović und Miroslav Tadić, 1992
- Rabih Abou-Khalil The Sultan's Picnic mit Steve Swallow, Kenny Wheeler, Charlie Mariano, Milton Cardona, Nabil Khaiat, Howard Levy, Michel Godard, 1994
- Mark Nauseef & Miroslav Tadić The Snake Music, 1994, mit Jack Bruce, Markus Stockhausen, David Torn, Wolfgang Puschnig und Walter Quintus
- Sylvie Courvoisier Ocre mit Pierre Charial, Michel Godard und Tony Overwater, 1996
- Old Country, 1996, mit Miroslav Tadić und Howard Levy
- Baby Universe,  Jadranka mit Miroslav Tadic, Yasuhiro Kobayashi, Jumpei Sakuma, Yoshiko Sakata, Michel Godard, Howard Levy, 1996
- Sylvie Courvoisier & Mark Nauseef Birds of a Feather, 1997
- Rabih Abou-Khalil Odd Times, 1997  mit Howard Levy, Nabil Khaiat, Michel Godard
- Still Light, 1997, mit Miroslav Tadić und Markus Stockhausen
- Loose Wires, 1997, mit Miroslav Tadić und Michel Godard
- Kudsi Ergüner Ottomania, 1999, mit Christof Lauer, Derya Türkan, Yves Rousseau, Michel Godard, Bruno Caillat, Mehmet Emin Bitmez, Hakan Gungor, Necib Gulses
- With Space in Mind, solo percussion 2000
- Venus Square Mars, mit David Philipson und Hamza El Din, 2000
- Islam Blues, 2001, mit Nguyên Lê und Renaud Garcia-Fons
- Gazing Point, 2002, mit Kudsi Ergüner und Markus Stockhausen
- Evident, 2004, mit Joëlle Léandre
- Snakish, mit Wadada Leo Smith, Miroslav Tadić, Walter Quintus, Katya Quintus, 2005
- Albert, mit Ikue Mori, Walter Quintus und Sylvie Courvoisier, 2006
- Joëlle Léandre  At the Le Mans Jazz Festival, mit Maggie Nicols, Irène Schweizer, William Parker, India Cooke, Markus Stockhausen, Paul Lovens, Sebi Tramontana, Carlos Zingaro, 2006
- Orte, Raymond Theler mit Walter Quintus und Marcio Doctor, 2008
- No Matter, mit Küdsi Erguner, Markus Stockhausen, Bill Laswell, 2008
- Dave Liebman Air, mit Marcio Doctor, Walter Quintus, Markus Stockhausen, u. a., 2011
- Kibyoshi, Ikue Mori mit Makigami Koichi, DVD 2011
- Sussan Deyhim City of Leaves,  mit Bill Laswell, Kudsi Ergüner, u. a., 2011
- Near Nadir, mit Ikue Mori, Evan Parker, Bill Laswell, 2011
- Spaces & Spheres, mit Markus Stockhausen, Tara Bouman, Stefano Scodanibbio, Fabrizio Ottaviucci, 2013
- Evan Parker / Mark Nauseef / Toma Gouband: As the Wind, 2016 (rec. 2012)
- All in All in All, mit  Arthur Jarvinen, Tony Oxley, Pat Thomas, Sylvie Courvoisier, Walter Quintus, Bill Laswell, Miroslav Tadić, 2018 (rec. 2001)
- Locked Hybrids, Matthew Wright mit Evan Parker, Toma Gouband, 2020
- Warszawa 2019, Evan Parker’s ElectroAcoustic Ensemble, 2020
- La Convivencia: Hommage To Flory Jagoda, mit Merima Ključo, Jelena Milušić, Miroslav Tadić und Yvette Holzwarth, 2022
- Mongrels, mit Tony Buck, 2023
- Etching The Ether, Trance Map+, mit Evan Parker, Matt Wright und Peter Evans, 2023